# Bahnhof Salzburg-Aigen

Der Bahnhof Salzburg-Aigen ist mit dem Baujahr 1876 der zweitälteste Bahnhof in der Landeshauptstadt Salzburg. Zurzeit dient er als Haltestelle der S-Bahn Salzburg. Bis vor einigen Jahren wurde der Bahnhof noch vom Vienna-Venezia-Express angefahren, der mittlerweile im Bahnhof Salzburg Süd hält. In den Jahren 2011/2012 wurde der Bahnhof generalsaniert, wobei der Hausbahnsteig 1 ein neues Dach bekam und der Bahnsteig 2 einen neuen Bodenbelag. Bis zum Jahr 2008 war der Bahnhof von einem Fahrdienstleiter besetzt, mittlerweile wird er durch die Betriebsführungszentrale beim neuen Salzburger Hauptbahnhof ferngesteuert. Der Bahnhof wird überwiegend mit 4024- bzw. mit 4023-Zügen angefahren. Fahrplanbild ist 200.
Der Aigner Bahnhof ist auf der Straße mit der Obus-Linie 7 sowie mit der Regionalbuslinie 160 erreichbar.